# Шихани (присілок)
Шиха́ни (рос. Шиханы, башк. Шихан) — присілок у складі Стерлітамацького району Башкортостану, Росія. Входить до складу Алатанинської сільської ради.
Населення — 321 особа (2010; 277 в 2002).
Національний склад:
- росіяни — 42%
- татари — 32%